# 吉村民
吉村 民（よしむら たみ、1979年6月30日 - ）は日本のタレント。2010年からはホリプロに所属。

## 経歴
神奈川県出身。関東学院大学法学部卒。
ライトハウスに所属。フリーでの活動を経て2010年からはホリプロに所属。
NHK教育『高校講座・世界史』でアシスタントを務めていた。
2022年4月より尺八演奏を始め出演番組で演奏を披露している。

## 人物
歴史、特に明治維新期が好き。
スノーボードが得意で、JSBA学生ランキング8位、全日本学生ハーフパイプ12位。
Jリーグのサッカー観戦が趣味。

## 出演
現在
- SWEET!!（ラジオ日本、月・火曜日）
- YOKOHAMA DELIGHT（FMヨコハマ「MORNING STEPS」内、木曜日）
- REDS Power Of Town（エフエム浦和、火・水曜日）
- ブレイク前夜〜次世代の芸術家たち〜（BSフジ） - ナレーション
- 安東弘樹の探せ!お宝!鑑定ラジオ（2019年4月7日 - 、TBSラジオ） - アシスタント

過去
- 高校講座世界史（NHK教育） - アシスタント
- 渓谷ウォーキングと露天風呂（旅チャンネル)  - レポーター
- カラオケトライアルII（千葉テレビ放送） - アシスタント
- J-COM湘南『四季食彩』グルメレポーター
- スカパーサッカーチャンネル『DATA of FIFAワールドカップ 数字が決めた優勝国はいったいドイツなんだっ!』
- テレビ埼玉『いきいき越谷』レポーター
- J-com浦安『デリシャスをプロデュース』グルメレポーター
- BS日テレ『学校へ行こう〜関東学院大学』ナビゲーター
- JCN小田原『ちょっと寄りたいこんな店』グルメレポーター
- JCN横浜『ちょっと寄りたいこんな店』グルメレポーター
- ウィークエンドスペシャル 松任谷由実はじめました - （2007年12月28日）ゲスト出演